# 보성회천중학교
보성회천중학교(寶城會泉中學校)는 대한민국 전라남도 보성군 회천면 율포리에 있는 공립 중학교이다.

## 학교 연혁
- 1971년 1월 16일 : 보성회천중학교로 9학급 인가
- 1971년 3월 10일 : 보성회천중학교 개교
- 1978년 3월 1일 : 각 학년 5학급씩 15학급 인가
- 2025년 1월 8일 : 제52회 3명 졸업(총 5,462명 졸업)
- 2025년 3월 1일 : 제22대 김영욱 교장 부임

## 참고 자료
- 보성회천중학교 - 한국교육학술정보원 학교알리미